# 佩格附近温德哈格
佩格附近温德哈格是奥地利上奥地利州佩尔格县的一个市镇。总面积19.2平方公里，总人口1412人，人口密度73.5人/平方公里（2005年）。